# Notting Hillbillies
Die britische Country-Band The Notting Hillbillies wurde Ende der 1980er Jahre von Mark Knopfler, dem Frontmann der Dire Straits, und Steve Phillips gegründet. Knopfler und Phillips kannten sich seit den Tagen ihres Studiums. Weitere Bandmitglieder waren der Keyboarder der Dire Straits, Guy Fletcher, sowie Brendan Croker, der zuvor mit Phillips zusammengearbeitet hatte.

## Bandgeschichte
Die Formation traf sich 1990 in dem privaten, im Londoner Stadtteil Notting Hill gelegenen Aufnahmestudio Knopflers und produzierte das Album Missing ... Presumed Having A Good Time. Schlagzeug spielte bei den Aufnahmen der Dire-Straits-Manager Ed Bicknell. Dabei wurden überwiegend Volkslieder und alte Songs eingespielt. Das Album erschien 1990 und erreichte eine mittlere Hitparadenplatzierung. Die Notting Hillbillies unternahmen noch eine kurze Tournee und gingen dann wieder auseinander. Da zwei der vier Bandmitglieder von den Dire Straits stammten, wurden die Notting Hillbillies als "Ableger" der Dire Straits und als "das neue Projekt von Mark Knopfler" vermarktet, was jedoch nicht 
der Realität entsprach; das Album enthielt mit Your Own Sweet Way nur ein einziges Lied, das von Knopfler geschrieben wurde und Ähnlichkeiten mit der Musik der Dire Straits aufwies.
Zwischen 1996 und 1998 traten die Notting Hillbillies noch ein paar Mal gemeinsam in Großbritannien auf.
2002 gab Mark Knopfler vier Benefiz-Konzerte in London, auf denen er sich im ersten Teil mit den Notting Hillbillies wiedervereinte und im zweiten Teil mit einigen Musikern der Dire Straits spielte.
Brendan Croker starb am 10. September 2023 im Alter von 70 Jahren an den Folgen einer Leukämieerkrankung.

## Diskografie

### Alben

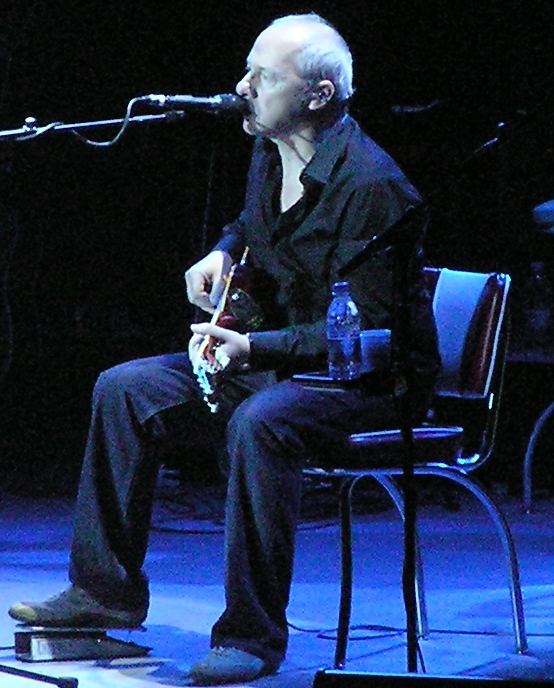
Mark Knopfler (2006)

- 1990: Missing...Presumed Having A Good Time

### Singles
- 1990: Your Own Sweet Way

## Auszeichnungen für Musikverkäufe
| Goldene Schallplatte - Australien - 1990: für das Album Missing...Presumed Having A Good Time |

Anmerkung: Auszeichnungen in Ländern aus den Charttabellen bzw. Chartboxen sind in ebendiesen zu finden.
| Land/RegionAuszeichnungen für Musikverkäufe (Land/Region, Auszeichnungen, Verkäufe, Quellen) | Gold     | Platin | Verkäufe | Quellen     |
| -------------------------------------------------------------------------------------------- | -------- | ------ | -------- | ----------- |
| Australien (ARIA)                                                                            | Gold1    | —      | 35.000   | aria.com.au |
| Vereinigtes Königreich (BPI)                                                                 | Gold1    | —      | 100.000  | bpi.co.uk   |
| Insgesamt                                                                                    | 2× Gold2 | —      |          |             |